# Гарабин, Штефан
Штефан Харабин (словац. Štefan Harabin, род. 4 мая 1957, Любица) — словацкий судья и правый политик, министр юстиции Словакии в 2006—2009 годах, председатель Верховного суда Словакии в 1998—2003 и 2009—2014 годах, кандидат на пост президента Словакии в 2019 году.

## Биография
Гарабин окончил юридический факультет университета Павла Йозефа Шафарика в Кошице. Начал свою карьеру в 1980 году в региональном суде Кошицкого края, в 1983 году стал судьёй в районе Попрад. До Бархатной революции 1989 года был членом компартии, после революции продолжил работу в региональном суде Кошицкого края. В 1991 году избран в Верховный суд Словакии. В 1998—2003 годах — председатель Верховного суда Словакии, с 2001 года президент Судебного совета Словакии. С 4 июля 2006 по 23 июня 2009 года — министр юстиции и вице-премьер в правительстве Роберта Фицо. Его выдвигала в парламент Словакии правая партия «Народная партия — Движение за демократическую Словакию», однако он де-юре не был её членом. В 2009—2014 годах он снова возглавлял Верховный суд Словакии.
В 2019 году Гарабин зарегистрировался как независимый кандидат на президентских выборах в Словакии, хотя фактически его поддерживала внепарламентская партия «Христианская демократия — жизнь и процветание». Свою программу Гарабин строил на поддержке традиционной словацкой культуры на базе христианских и семейных ценностей, выступая против однополых браков и активно поддерживая антигендерное движение. Во время своей предвыборной кампании он неоднократно обвинял мигрантов из мусульманских стран во многочисленных изнасилованиях и убийствах женщин во Франции и Германии, а также критиковал НАТО, считая неприемлемым размещение иностранных военных баз в стране. Он лично обвинял будущую победительницу выборов Зузану Чапутову в активном продвижении ЛГБТ-пропаганды, поддержки миграции из мусульманских стран и разрушении института традиционной семьи. По итогам выборов Гарабин занял 3-е место с 14,3 % голосов. Некоммерческая организация GLOBSEC назвала Гарабина фаворитом среди пророссийских изданий на Facebook (174 поста с положительной реакцией и ни одного поста с отрицательной реакцией).
16 мая 2022 года Гарабин, который высказывался в поддержку действий вооружённых сил России на Украине, был арестован полицией Словакии по обвинению в пропаганде экстремизма.

## Награды
- Медаль Мхитара Гоша (10 октября 2012 года, Армения) — за вклад в укрепление и развитие сотрудничества между судебными системами Республики Армения и Республики Словакия, а также за содействие и поддержка принятия закона, предусматривающего уголовную ответственность за отрицание Геноцида армян в Словацкой Республике[9]